# Eachanur Kaval, Tiptur
Eachanur Kaval là một làng thuộc tehsil Tiptur, huyện Tumkur, bang Karnataka, Ấn Độ.